# Autonome Talysch-Mugan-Republik

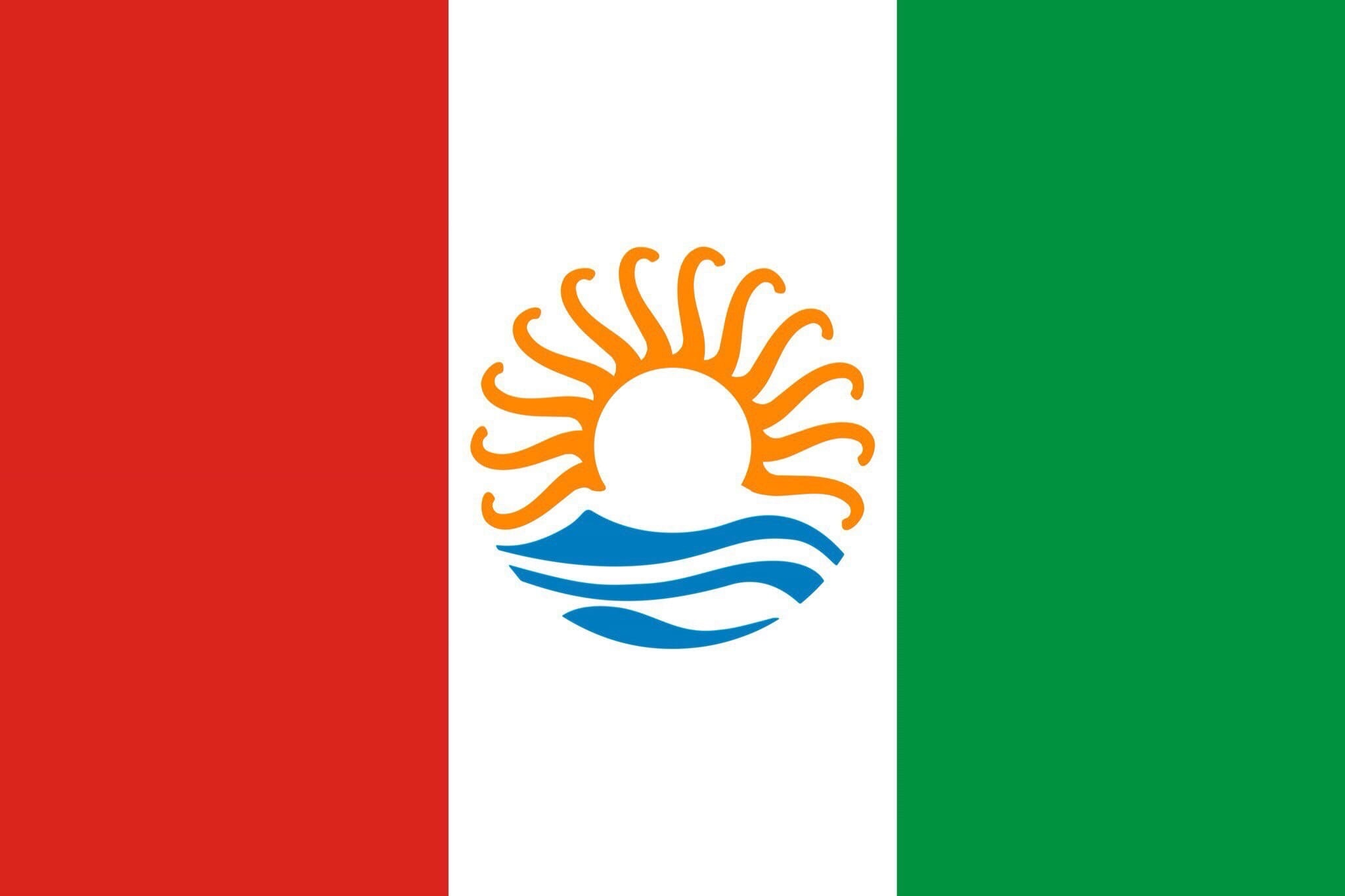
Flagge der Autonomen Republik Talysch-Mugan.

Die Autonome Talysch-Mugan-Republik war eine kurzlebige international nicht anerkannte autonome Republik in Aserbaidschan, die von Juni bis August 1993 bestand. Sie befand sich im äußersten Süden Aserbaidschans und bestand aus 6 Rajons Aserbaidschans um die regionale Hauptstadt Lənkəran: Lenkoran, Lerik, Astara, Masallı, Yardımlı und Biləsuvar. Historisch gesehen war dieses Gebiet das Khanat Talysch.
Die Autonome Talysch-Mughan-Republik darf nicht mit der Mughan-Sowjetrepublik verwechselt werden. Diese war ein bolschewistischer Staat, der von März bis Juni 1919 in Opposition zur aserbaidschanischen Regierung der Musavat in Baku stand (Demokratische Republik Aserbaidschan). Die Flagge der Autonomen Republik Talysh-Mugan und jetzt die Flagge des Volkes der Talyschen ist eine vertikale Trikolore von roter, weißer und grüner Farbe mit der aufgehenden Sonne in der Mitte über dem blauen Meer.

## Gründung

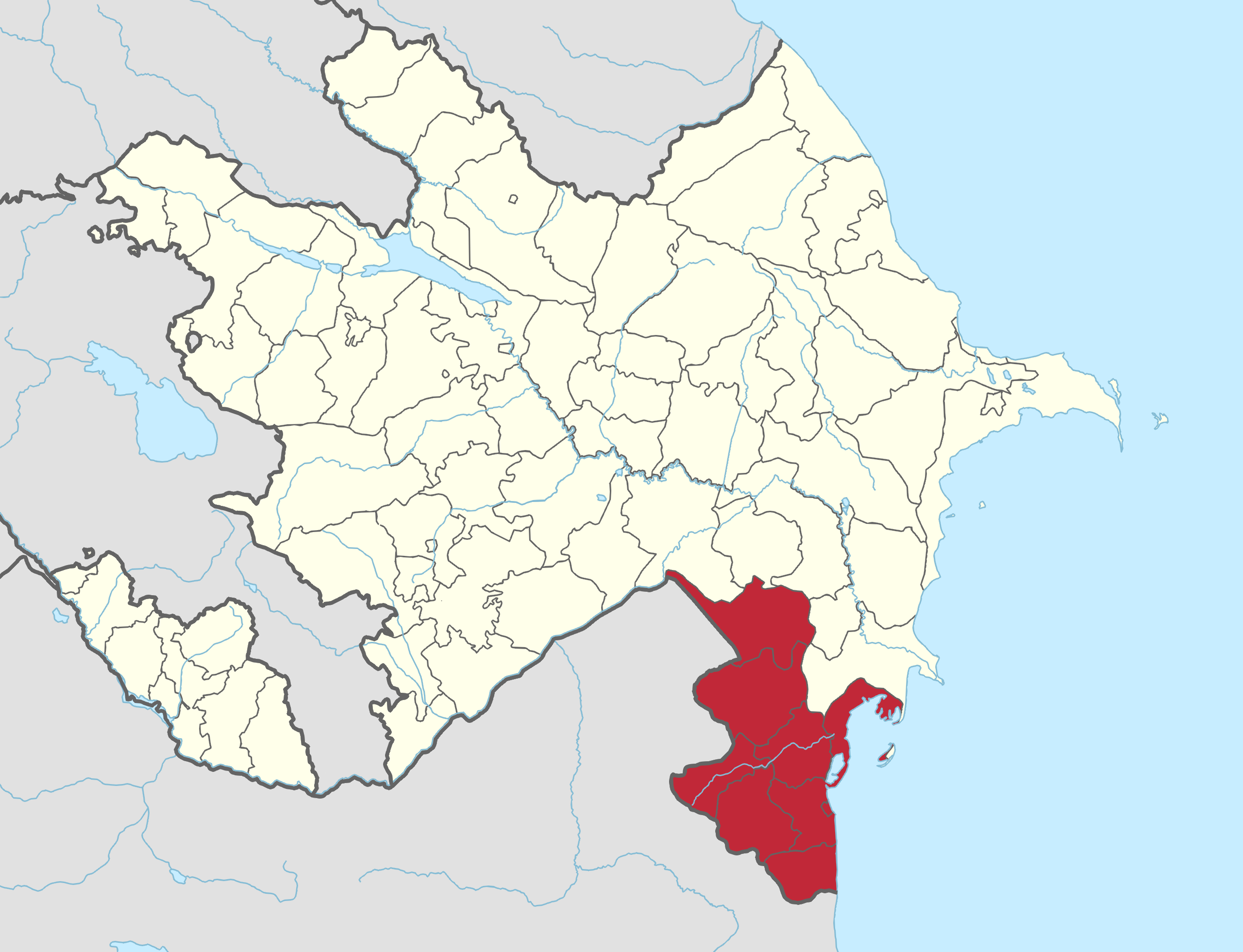
Lage der Talysch-Mugan-Republik

Die autonome Republik wurde inmitten eines politischen Aufruhrs mit taktischer Unterstützung Russlands in Aserbaidschan ausgerufen. Im Juni 1993 begann unter der Führung des Obersts Surat Huseynov eine militärische Revolte gegen den aserbaidschanischen Präsidenten Əbülfəz Elçibəy. Oberst Ələkrəm Hümmətov, ein enger Verbündeter Hüseynovs und Anführer der talyschen Nationalisten, erlangte die Macht im südlichen Aserbaidschan und rief die neue Republik in Lənkəran aus, was zur Eskalation der Gewalt führte.
Aber die Lage beruhigte sich, als Heydər Əliyev an die Macht kam. Die Talysch-Mugan-Republik, die es nicht vermochte, bedeutende öffentliche Unterstützung zu erlangen, wurde abgeschafft.

## Auflösung
Ələkrəm Hümmətov musste aus Lənkəran fliehen, als sich 10.000 Demonstranten vor seinem Hauptquartier versammelten und verlangten, dass er die Stadt verlassen solle.
Nach Prof. Bruce Parrott:

„Dieses Abenteuer kehrte sich rapide in eine Farce um. Der talysche Charakter der "Republik" war minimal, während die klare Bedrohung der territorialen Integrität Aserbaidschans durch seine bloße Existenz nur Gumbatov und später Guseinov [Huseynov] in Verruf brachte.“

## Folgen
Einige Beobachter glauben, dass diese Revolte Teil einer größeren Verschwörung war, um den ehemaligen Präsidenten Ayaz Mütəllibov wieder an die Macht zu bringen. Hümmətov wurde gefangen genommen und anfänglich zum Tode verurteilt. Die Strafe wurde in lebenslange Haft umgewandelt. 2004 wurde er begnadigt und auf Druck des Europarat freigelassen. Ihm wurde gestattet, nach Europa auszuwandern, nachdem er öffentlich verkündet hatte, keinerlei politischen Aktivitäten mehr nachzugehen. Noch heute ist die Talysche Nationalbewegung aktiv und verfolgt das Ziel der Wiederherstellung der Autonomonen Talysch-Mughan Republik weiter. Diejenigen, die in die Ausrufung verwickelt waren, hingegen sagen, dass sie immer die autonome Republik als Bestandteil Aserbaidschans angesehen hätten.
Entsprechend einigen Quellen verfolgt die aserbaidschanische Regierung seit der Zeit der Aserbaidschanischen SSR innerhalb der Sowjetunion eine Assimilationspolitik gegenüber Minderheiten, wie den Talyschen, Taten, Kurden und Lesgier. Seit Ende der 1990er Jahre wurde diese Politik allerdings zugunsten einer stärkeren kulturellen und sprachlichen Anerkennung ethnischer Minderheiten geändert.